# کاخ بردک‌سیاه
کاخ بَرْدَکْ‌سِیاه واقع در بین روستای درودگاه و شهر سعدآباد در شهرستان دشتستان یکی از آثار تاریخی و از نقاط دیدنی استان بوشهر در جنوب ایران است. بررسی‌های باستان‌شناسی اسماعیل یغمایی به یافت این محوطه انجامید و سپس کاوش باستان‌شناسی در آنجا آغاز شد.

## ویژگی‌ها
«کاخ بردک سیاه» کاخ زمستانی داریوش اول، مربوط به عصر هخامنشی است، و در ۲ کیلومتری جنوب شرقی شهر آب‌پخش میان نخلستانهای روستای درودگاه و محل تلاقی دو رودخانه شاپور و دالکی قرار دارد، و بعد از کاخ کوروش بنا شده و فاقد ظرافت‌ها و ترکیب خاص رنگ‌های سیاه و سفید کاخ‌های برازجان و پاسارگاد است. ظاهر کاخ سنگ سیاه از لحاظ سبک هنر معماری و ترکیب رنگ‌های سیاه و سفید و مشخصات ظاهری آن نشان می‌دهد که این کاخ بعد از کاخ برازجان ساخته شده‌است.

## معماری
تالار مرکزی این کاخ شبیه به کاخ آپادانا است و دارای ۱۰ (بقولی ۳۶) ستون است، در دو ردیف پنج تایی که به سبک و پلان و نقشه‌های هخامنشی ساخته شده و مخصوصاً قابل انطباق با پاسارگاد و برازجان می‌باشد، اما در رعایت رنگ پایهٔ ستونها با این دو محل تفاوت دارد و استفاده از بست‌های دم‌چلچله‌ای بر روی یکی از پایه ستون‌های این کاخ قدمت آن را بعد از پاسارگاد و برازجان نشان می‌دهد. هم چنین این کاخ ظرافت کاخ کوروش در پاسارگاد و برازجان را ندارد.

## کاوش‌ها

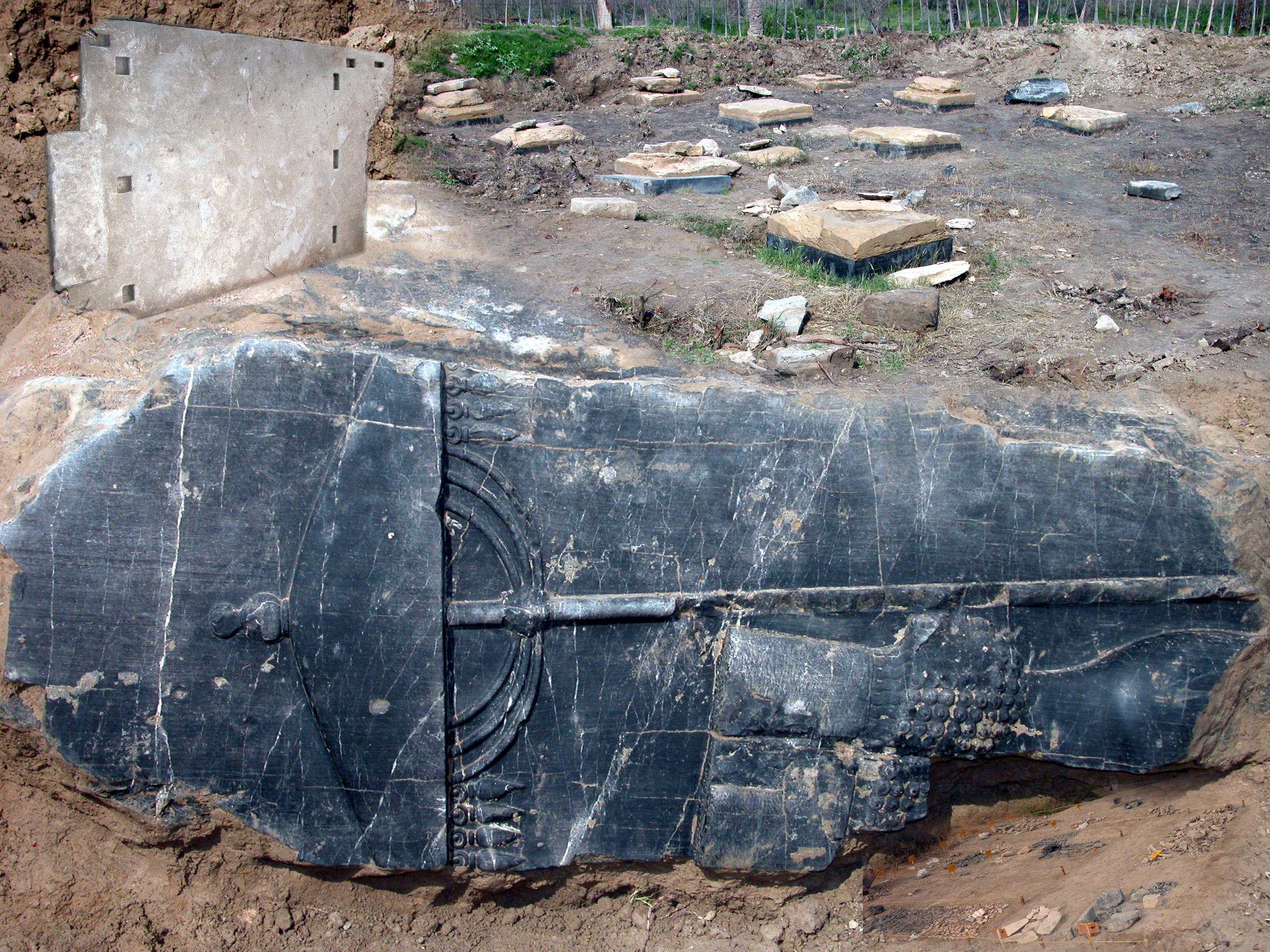
آثار باستانی کاخ هخامنشی بردک سیاه

این کاخ در سال ۱۳۵۴ از زیر خاک بیرون آورده شد. در این منطقه همچنین دو کاخ چرخاب و کاخ سنگ سیاه نیز از دوره هخامنشی وجود دارد. به علت گسترش نیروی دریایی در زمان هخامنشی و اشراف بر آبراه‌های دریایی به دلایل نظامی و اقتصادی، عامل برپایی این کاخ‌ها بوده‌است. در کاخ بردک سیاه کاوشگران علاوه بر بقایای کاخ به اشیایی همچون یک خنجر زنانه از عاج و چند قطعه ابزار تزئینی برخوردند که نشان از سکونت زنان در این کاخ است. علاوه بر آن ۴ قطعه سنگین طلا در مجموع با وزن سه کیلوگرم که به نظر می‌رسد از مصالح در یا سنگ بنای کاخ بوده کشف شده‌است. همچنین در سال ۸۴ نقش برجسته حکاکی شده از شاه و ملازم وی همراه با سنگ‌نبشته ای به خط میخی و زبان بابلی نو وجود دارد. در میان قطعه طلاهای اکتشافی از این کاخ، قطعه‌ای کشف شده که به گفته کارشناسان احتمالاً قسمت بالای یک جام زرین هخامنشی است که خطی ساده زیر لبه آن حک گردیده‌است و همچنین گفته می‌شود قطعات طلای هخامنشی کاخ بردک سیاه حالتی چین خورده دارد که در جنب پایه ستون تالار مرکزی کشف گردیده‌است.

## نگارخانه

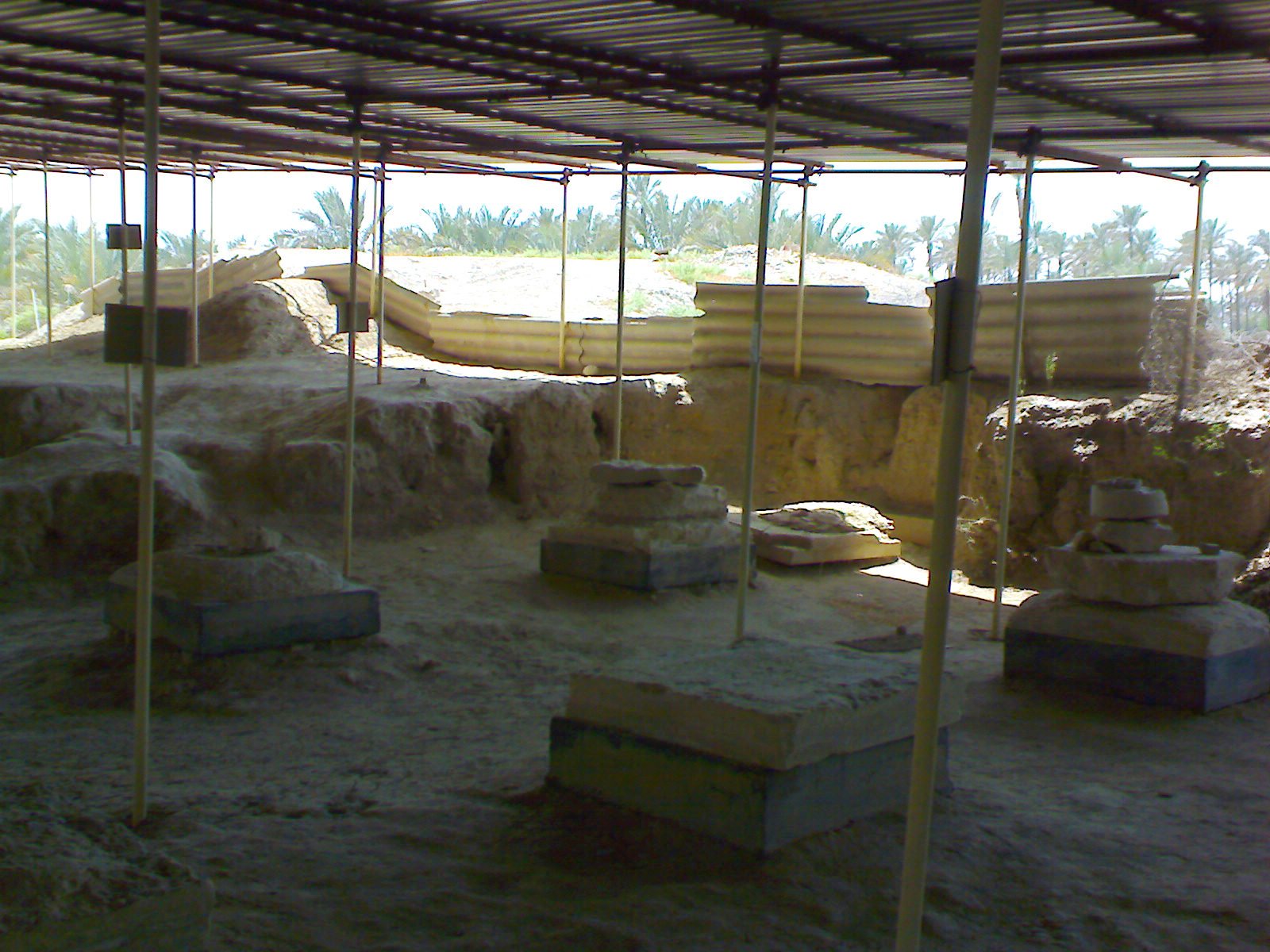
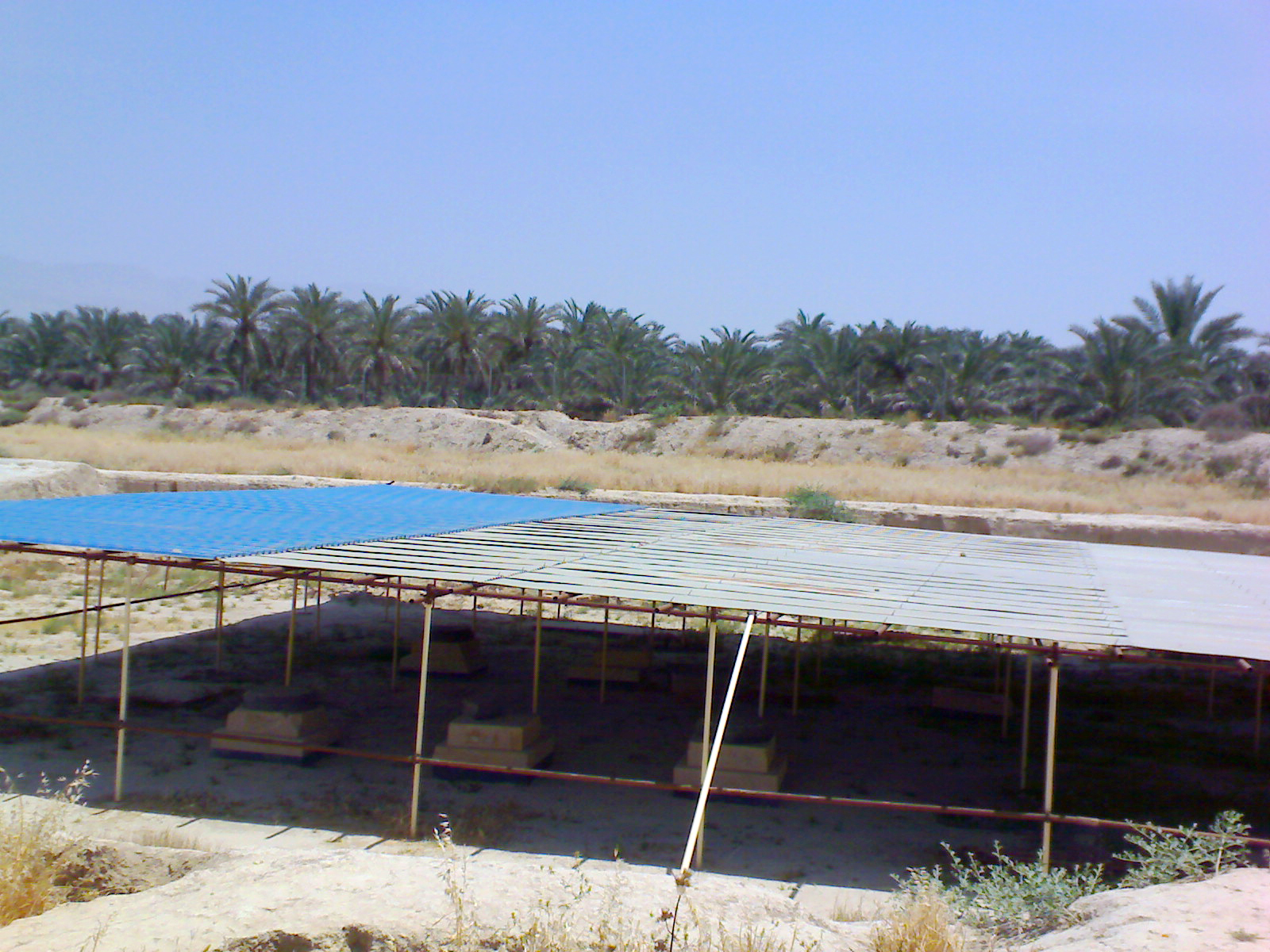